# Alaska Volcano Observatory
Alaska Volcano Observatory (AVO) er et fælles program for United States Geological Survey, Geophysical Institute ved University of Alaska Fairbanks og State of Alaska Division of Geological and Geophysical Surveys (ADGGS). AVO blev dannet i 1988 og bruger føderale, statslige og universitetsressourcer til at overvåge og studere Alaskas vulkanologi, farlige vulkaner og til at forudsige og registrere eruptiv aktivitet og til at afbøde vulkanske farer for liv og ejendom. Observatoriets hjemmeside giver brugerne mulighed for at overvåge aktive vulkaner med seismografer og webcameraer, der opdateres regelmæssigt. AVO overvåger nu mere end 20 vulkaner i Cook Inlet, som ligger tæt på Alaskas befolkningscentre, og Aleutian Arc på grund af den fare, som askefaner udgør for luftfarten.
AVO er placeret i Anchorage på campus ved Alaska Pacific University.